# Eric Daniel Leffler
Eric Daniel Leffler, född den 18 augusti 1761 i Västerås, död där den 6 oktober 1807, var en svensk präst. Han tillhörde släkten Leffler.
Leffler blev filosofie magister i Uppsala 1785 och docent 1788. Han fick 1794 Svenska Akademiens stora pris för sitt äreminne över Jakob De la Gardie. Senare blev Leffler adjunkt 1796. Han blev kyrkoherde i Romfartuna församling, Västerås stift, 1798 (tillträdde 1800) och prost 1800.